# 戴遐齡
戴遐齡（1962年10月8日—），中國國民黨籍政治人物、前田徑國手，生於臺南縣關廟鄉，曾任臺北市立教育大學學務長、馬英九基金會董事，2008年5月20日接任行政院體育委員會主任委員，為該會末任首長，2013年8月1日出任臺北市立大學校長，為該校首任校長，2021年8月1日卸任。

## 學歷
- 國立臺灣師範大學體育系學士
- 國立體育學院體育研究所碩士
- 美國肯塔基州斯伯丁大學（英语：Spalding University）博士

## 經歷
- 入選1976年蒙特婁奧運女子400公尺跨欄和400公尺接力兩項中華代表隊培訓選手
- 全國女子四百公尺接力紀錄的保持人之一
- 北一女中教師
- 臺北市立教育大學助教、講師、副教授、教授、學務長
- 中華民國鐵人三項運動協會副理事長
- 行政院體育委員會主任委員
- 臺北市立大學校長
- 馬英九基金會 （页面存档备份，存于）董事

## 重要政績
運動彩券發行條例
於行政院體委會擔任主任委員任內通過運動彩券發行條例，並於2010年1月1日起開始實施，為臺灣的體育運動發展另闢財源。
依據該法第8條規定，運動彩券盈餘的90%撥入運動發展基金，專門用於發展體育運動用途。運動發展基金於其任內成立，並累積新臺幣50億4,009萬7,453元。
- 運動彩券發行條例 第8條

運動彩券發行之盈餘，其百分之十撥入公益彩券盈餘，並依公益彩券發行條例管理使用；餘百分之九十，專供主管機關發展體育運動之用，不得充抵政府預算所編列之體育經費，其使用範圍，由主管機關公告之，並刊登政府公報。
前項專供主管機關發展體育運動之用盈餘，應以基金或收支並列方式管理運用。
主管機關為辦理前項作業，得循年度預算程序設置運動發展基金。該基金未成立前，運動彩券發行盈餘應於公庫設立專戶存儲，並依收支並列方式編列年度預算，該基金成立後，該專戶之結餘款應即轉入基金。
任內運動發展基金收入(運動彩券分配盈餘)
- 2010年 新臺幣17億7,722萬4,596元
- 2011年 新臺幣14億9,432萬9,631元
- 2012年 新臺幣17億6,854萬3,226元

運動產業發展條例
於行政院體委會擔任主任委員任內通過運動產業發展條例，並於2012年3月1日起開始實施。臺灣的體育運動發展方針正式從全民運動、競技運動雙向發展，增加運動產業面向，朝向三角經營。
改善國民運動環境計畫
- 「興建國民運動中心」
- 「改善國民運動設施」針對非都會區，補助興設運動公園、興整建運動場地、維護整修簡易運動場地。

國家運動園區整體興設與人才培育計畫
- 「國家運動選手訓練中心整建計畫」

位於高雄左營的國家運動選手訓練中心於1976年成立已30多年，部分場館及設備老舊不符需求與標準，現有空間亦無法容納各項目選手人數使用。
整建計畫分二期進行，第一期工程 綜合集訓館(球類館及技擊館2棟)於2012年8月8日開工，可容納籃球、排球、羽球、保齡球、桌球、手球、體操、武術、拳擊、角力、擊劍、空手道、柔道、跆拳道及舉重等15個運動項目進行訓練，預計於2014年完工。
打造運動島
成效：全臺灣規律運動人口從2008年的24.2%提高到2012年的30.4%，4年成長6.2%，增加約142萬人，逐漸接近歐美國家規律運動人口比例。
打造運動島計畫為不同特質（年齡、性別、興趣、健康狀況、城鄉及社經背景）國民提供多元化、生活化、專屬化的運動指導與服務。
2009臺北聽障奧運會及2009高雄世界運動會
任內舉辦2009臺北聽奧及高雄世運，獲得當時國際世運會主席佛洛里希（Ron Froehlich）誇讚，這是有史以來最成功世運會。
國際聽障體育總會會長丹娜達．安蒙斯（Donalda Ammons）也認為，2009臺北聽障奧運是有史以來最好的一次，未來主辦城市將很難超越。

## 爭議
2012年倫敦奧運會
2012年倫敦奧運中華隊成績不甚理想，由於體委會於培訓過程中，引進新措施協助代表隊選手，包含聘請營養師個別量身訂做菜單等作法，戴遐齡於倫敦回答記者提問時說出：我們對待選手猶如鑽石一般，但是選手卻這樣...，並提到跆拳道選手楊淑君於8強即以0:6落敗，表現不如預期，令人意外。經媒體輾轉報導，引起台灣網友一陣批評，部分意見認為戴遐齡才是最應該負責任的官員，卻把錯全部歸咎於選手，明顯有失公允。
2021年強迫住宿生返家
2021年不遵從北市府行政命令強迫校內學生返鄉，形同防疫破口。